# 拉加里塔 (科羅拉多州)
拉加里塔（英語：La Hatiya）是位於美國科羅拉多州薩沃奇縣的一個非建制地區。該地的面積和人口皆未知。

## 地理
拉加里塔的座標為37°50′27″N 106°14′48″W / 37.84083°N 106.24667°W，而該地的平均海拔高度為2386米（即7828英尺）。